# Архипчиков, Константин Яковлевич
Константин Яковлевич Архипчиков (5 мая 1888, Косолапиха — 1952) — российский и советский военный деятель, полный Георгиевский кавалер, генерал-майор. Участник Первой мировой, Гражданской, Советско-финляндской и Великой Отечественной войн.

## Биография
Константин Яковлевич Архипчиков родился 5 мая 1888 года в селе Косолапиха Юрьевецкого уезда Костромской губернии (ныне Пучежского района Ивановской области).
С 1909 года в Русской императорской армии. Участвовал в Первой мировой войне в составе 37-го Екатеринбургского пехотного полка в чине старшего унтер-офицера 7-й роты, затем фельдфебелем и подпрапорщиком 16 роты 10-й пехотной дивизии. В ходе боёв награжден Георгиевскими крестами четырёх степеней и тремя Георгиевскими медалями.
В 1918 году перешёл на сторону РККА. С 1920 года — командир 48-го Нырненского стрелкового полка 16-й стрелковой дивизии имени Киквидзе. С июня 1922 года командир 46-го Новгородского стрелкового полка той же дивизии.
В 1925 году окончил Стрелково-тактические курсы усовершенствования комсостава РККА «Выстрел» имени Коминтерна.
С 15 марта 1938 года — военный комиссар Архангельской области, а с 11 июля 1940 года — военный комиссар Латвийской ССР. Делегат XVIII съезда ВКП(б). Входил в состав членов Архангельского областного комитета ВКП(б), избранного III областной партконференцией.
В 1941 году арестован. 21 февраля 1942 года осуждён Военным трибуналом Северо-Западного фронта и приговорен к 10 годам исправительно-трудовых лагерей, лишён наград.
Умер в 1952 году.

## Награды
Награды Российской империи
- Георгиевский крест I степени (№ 4493, приказ 5-го армейского корпуса № 166 от 12.05.1916 г.)
- Георгиевский крест II степени (№ 14401, приказ 10-й армии № 1328 от 13.11.1915 г.)[6]
- Георгиевский крест III степени (№ 14235, приказ 5-го армейского корпуса № 377 от 14.10.1915 г.)
- Георгиевский крест IV степени (№ 143498, за отличие в бою у деревни Сухой Борек 5.07.1915 г.)
- Георгиевская медаль II степени (№ 221613, приказ 5-го армейского корпуса № 277 от 26.08.1916 г.)
- Георгиевская медаль III степени (№ 60283)
- Георгиевская медаль IV степени (№ 655961, приказ 5-го армейского корпуса № 179 от 22.05.1916 г.)
- Медаль «За усердие»

Награды СССР
- Орден Красной Звезды (20.05.1940)[7]
- Медаль «За боевые заслуги» (1938)
- Юбилейная медаль «XX лет Рабоче-Крестьянской Красной Армии» (1938)

## Чины и звания
- Старший унтер-офицер
- Фельдфебель
- Подпрапорщик
- Полковник (17.02.1936)
- Комбриг (26.01.1939)
- Генерал-майор (04.05.1940)